# Зинат Пирзаде
Зинат Ал Садат Пирзаде е шведска комедийна актриса и писателка от ирански произход.

## Биография
Родена е в град Сари, провинция Мазандаран в Северен Иран на 22 февруари 1967 г. Емигрира в Швеция през 1991 година.
Пише художествена литература – стихотворения и др. Има издадена стихосбирка „Моята песен за Ра“. Участва във „Внимавайте за глупаци“ – режисьорския дебют на Хелена Бергстрьом.